# 異言
異言（いげん）は、グロソラリア（英: glossolalia < 希: γλωσσολαλιά = γλῶσσα（glõssa 「舌、言語」）+ λαλιά（laliá 「声；言語、言葉、発話、説明、意見」）＝「舌から発せられる声」）あるいはゼノグロッシア/ゼノグロッシー（英: xenoglossia/xenoglossy < ギリシア語で「異国の言語（聞き慣れない言葉）を話すこと」）の訳語で、いずれも、学んだことのない外国語もしくは意味不明の複雑な言語を操ることができる超自然的な言語知識、およびその現象を指す。
英語では、 glossolalia は主に宗教の分野で、 xenoglossia/xenoglossy は主に超心理学の分野で使われる。日本では、超心理学に関する文脈で、区別の為に後者の異言を「真性異言」と訳す場合もある。当項目では、前者の宗教的な意味で用いられる狭義の異言について主に取り扱う。後者の超心理学的な異言については項目「真性異言」を参照のこと。

## キリスト教における異言
日本でこの用語を使用するのはペンテコステ派（カリスマ派）のみで、その他の教派とは聖書解釈に大きな溝があり、批判の対象になっている。

### 聖書にみる異言
新約聖書では4箇所に異言の明確な言及が登場する。以下の4箇所である。
ペンテコステの日の異言
使徒行伝2章11節-13節にはペンテコステの日の異言の記述がある。弟子達は「他国のことばで（ἑτέραις γλώσσαις）はなしだした」と記述されている 。「ことばで」（γλώσσαις （glṓssais）；γλῶσσα の複数与格）は普通、ことばを話す器官である舌と、話す言葉の両方を意味する。「他の」（希: ἑτέραις （hetérais）；ἕτερος （héteros）の女性形複数与格）は弟子達が自国語ではない国語で話したことを示す。聖書の記述によると、ここで言及されている異言は外国語である。弟子達が、学んだことのない、自国語でない言語を、話したという現象である。 彼らはその話すことばを理解することができ、ことばの混乱を起こしたバベルの塔の物語とは逆に、聖霊は人々が言葉を越えて互いに理解し合えるようにされた。
コルネリオの家における異言
使徒行伝10章44節-47節には、ペテロが神の強い促しによって、コルネリオの家に集められた異邦人たちに福音メッセージを語った時に「～、みことばに耳を傾けていたすべての人に聖霊がお下りになった。」（44節）と記述されている。そして、彼らは「異言を」（γλώσσαις）話した。この異言は外国語であったかどうか明確には言われていない。しかし、「私たちが主イエス・キリストを信じたとき、神が私たちに下さったのと同じ賜物を彼らにもお授けになった。」（同11章17節）との記述から、この異言はペンテコステの異言と同じ性質のものであることが推測できる。
異言とヨハネの弟子達
使徒行伝19章1節-7節には、パウロがバプテスマのヨハネの弟子と会った記述が書いてある。パウロがキリストと聖霊について教えた後に、両手を彼らの上に置いた。すると彼らが異言を語ったという記述がある。「聖霊が彼らに臨まれ、彼らは異言（γλώσσαις）を語ったり、預言をしたりした。」（使徒行伝19章6節）この異言が外国語だったとは明確に言われていないが、ペンテコステとコルネリオの家の現象と同じ単語が使われていることから、同じ現象と思われる。
コリントにおける異言
コリント人への手紙第一12章1節-14章40節には、コリントの教会において人々が異言を語っていたといことが記述されている。パウロは異言が神の賜物であることを認めて、異言を禁じてはいないが、誤用については指摘している。この異言もペンテコステの異言と同じ γλῶσσα が用いられているので、ペンテコステの外国語を話す現象の可能性が高い。
異言を語るルールについてパウロは言及している。パウロは、異言を語るならば秩序を保ち二人、多くても三人で順番に語り、一人はその解き明かしをするようにし、また異言を解き明かす者がいなければ教会では異言をせず、個人的にすべきとしている。また、未信者や求道者をつまずかせるので、教会の全員が一箇所に集まって異言を語ってはならないとしている。また、聖書は異言より預言（聖書の言葉）を語ることを勧めている。参考：コリント人への手紙第一14章1−5節、27−28節、39節。 この教えは現在のルールでもある。

### 初代教会における異言
- エイレナイオス（140年-203年）：異言と預言の賜物をもつ人の噂を言及している
- テルトゥリアヌス（150年-222年）：モンタノス派に加わった人物。異教徒マルキオンに対する論駁で異言の賜物を持つ者に対する意見を記している。
- ヨハネス・クリュソストモス（347年-407年）：彼の時代では異言が過去のものであると明言している。
- アウグスティヌス（354年-430年）：異言は廃れたと記述している。

### 現代の異言
ベンジャミン・アーウィンがバプテスト教会からホーリネス教会に移った後、ジョン・ウェスレーの同労者であるジョーゼフ・フレッチャー（Joseph Fletcher）の書物に触れ、聖霊の火による第三の御業を主張した。この第三の御業には、叫び、すすり、泣き、異言、エクスタシー状態が伴うとされている。
1900年12月31日にチャールズ・パーハムが聖書学校の女学生に按手を授けたところ、この女学生らが異言で話し出した。
1906年ロサンゼルスのアズサ通りで、パーハムのもとで訓練を受けた、ウィリアム・シーモアがある家での集会中にエクスタシーに陥り、異言現象が起きた。アズサ通りのメソジスト教会で集会を継続したところこの現象がうわさになり広まった。ロサンゼルスの新聞に掲載され、全米に広がり、ペンテコステ運動に発展した。
ペンテコステ運動は主にメソジスト派の教会の牧師、T.B.バレットによって全世界に伝えられていった。ところがペンテコステ運動はホーリネス陣営から激しい反対をうけた。反対の主な理由は、ペンテコステ教会が第二の潔めに対抗して、第三の潔めである「異言」を唱えた点にある。
ペンテコステ陣営内部でも異言について理解の対立があった。対立の故に、1914年以降ペンテコステ派は二つに分離した。一方はアッセンブリー教団系で、彼らは回心によって潔めは完成しているとし、異言は聖霊の満たしによって起こる現象であると唱えた。もう一方はチャーチ・オブ・ゴッド教団系で、彼らは聖霊のバプテスマである異言を受けることによって、完全な罪から潔めが完成すると唱えた。

## キリスト教の異言の方法
カリスマ派・ペンテコステ派で現在教えられている方法は按手された祈りの中で心に浮かんだ言葉を神から来たものだと
信じて声に発する。ただ、聖書に書かれた超自然的なものと違い人工的なものであると福音派諸教会から批判されている。

## 超心理学における異言
超心理学分野では異言（真性異言、xenoglossy）を、母語話者と直接意思疎通のできない朗唱型異言 (recitative xenoglossy) と、意思疎通の可能なごく少数の応答型異言 (responsive xenoglossy) の2つに大別する。研究対象としてより重視されるのは後者であるが、科学的かつ公正な研究方法が確立されているとは言えず、真性異言の存在を証明する決定的なケースは未だに見つかっていない。